# Fedra
 Ovo je glavno značenje pojma Fedra. Za film iz 1962. s Melinom Mercouri pogledajte Fedra (1962).

Fedra (grč. Φαίδρα, Phaídra) u grčkoj mitologiji kći je Minosa i Pasifaje, a žena junaka Tezeja koji je bio kralj Atene.

## Mitologija

### Fedra i Hipolit
Fedra, Tezejova druga žena, rodila mu je dva sina - Demofona i Akama. Dok su oni još bili djeca, Fedra se zaljubila u Hipolita, Tezejeva sina kojeg je imao s Hipolitom. Hipolit je ismijao Afroditu te je ona za kaznu natjerala Fedru da se zaljubi u nj.
Druga, Euripidova inačica mita govori da je Fedrina dadilja rekla Hipolitu da se Fedra zaljubila u nj, ali da on ne smije odati tko mu je to rekao. Kako bi se osigurala da će dostojanstveno umrijeti, Fedra je pisala Tezeju da ju je Hipolit silovao prije nego što se objesio. Tezej joj je povjerovao te je iskoristio jednu od svoje tri želje koje je dobio od Posejdona. Kletva je uzrokovala da se Hipolitovi konji uplaše morskog čudovišta i da odvedu svog jahača u smrt. Artemida je poslije Tezeju rekla istinu.
Treća inačica mita govori da je Fedra rekla Tezeju da ju je Hipolit silovao, a Tezej ga je potom ubio. Fedra je zatim počinila samoubojstvo zbog grižnje savjesti jer nije htjela da Hipolit umre.
U posljednjoj inačici, Fedra je rekla Tezeju da ju je Hipolit silovao, ali se nije ubila, Dioniz je poslao divljeg bika koji je preplašio Hipolitove konje.

## Vanjske poveznice
- Fedra u grčkoj mitologiji (engl.)